# Orfeó Nova Solsona
L'Orfeó Nova Solsona és una entitat artística i musical dedicada a la música coral i activitats musicals de la ciutat de Solsona. El 10 de març de 2020, el govern català, a través de la proposta realitzada per la Consellera de Cultura Mariàngela Vilallonga, va aprovar concedir la Creu de Sant Jordi a l'entitat, per la seva contribució a la propagació dels ideals cívics, ètics i estètics de la música coral.

## Història
Tot i considerar-se fundat l'any 1920, l'Orfeó Nova Solsona inicia la seva activitat el 1919 per la mà de Ricard Penina. Neix a Solsona, doncs, aquesta entitat musical en un moment caracteritzat per una forta activitat associativa a la ciutat. En aquesta primera època de l'Orfeó, Josep Llucià en fou l'alma mater al capdavant de la direcció. El 1931, diverses causes polítiques i socials en van provocar la dissolució.
El 1960 reneix l'Orfeó. El desaparegut Josep Font i Parera, que en fou director fins al 1964, va ser clau per a impulsar la refundació de l'entitat. En aquesta segona etapa, el cor ha estat un dels actius protagonistes de la vida musical de la capital del Solsonès amb l'actuació en concerts, diades commemoratives, vetllades populars, en les cantades de caramelles o en l'organització d’aplecs. També ha ofert múltiples actuacions a diferents poblacions catalanes, així com en altres indrets entre els quals destaquen el País Valencià, Andorra, Cantàbria, el País Basc i Mallorca. Fora de l'Estat espanyol, l'Orfeó Nova Solsona ha ofert concerts a Venècia, Pàdua o Roma, a la Basílica de Santa Maria Major -Ciutat del Vaticà- amb la Coral Ginesta de Cervera.
Joan Blesa, Antoni Muntada i Joan Lladó dirigiren la coral entre el període de 1964 i 1986.
Des d'aquest moment, la solsonina Anna Camps i Colomés assumí la direcció de la coral, fins al 2017, moment en què entregà la batuta a Joan Boix i Irla. La primera i de moment única directora de l'Orfeó deixà un vast llegat amb col·laboracions amb destacades formacions com l'Orquestra Simfònica del Vallès, l'Orquestra Simfònica Julià Carbonell de les Terres de Lleida o la Camerata Sant Cugat.
Actualment, l'Orfeó, membre de la Federació Catalana d'Entitats Corals, ofereix un repertori que comprèn peces de diferents estils i èpoques.

## Activitats anuals
A part dels diferents concerts que ofereix al llarg de l'any de temàtica diversa, l'Orfeó té una sèrie d'activitats que realitza anualment de forma fixa:
- Cant de la Salve, a la capella de la Mare de Déu del Claustre, la vigília de la Festa Major de Solsona.[10]
- Celebració 11 de setembre a l'Ajuntament de Solsona i al Consell Comarcal del Solsonès[11]
- Santa Cecília (vetllada musical).[12]
- Concert de Nadal i Nadales al carrer.[13]
- Concert de Nadal a l'Hospital i a la Residència de gent gran.[14]
- Cant de la Passió pels carrers i places de Solsona
- Cantada de caramelles pels carrers i places de Solsona.[15]
- Concert de final de curs